# Zmiany Dieulafoya
Zmiany Dieulafoya (malformacja Dieulafoya, zespół Dieulafoy, ang. Dieulafoy's lesion) – rzadka przyczyna krwawienia z przewodu pokarmowego, odpowiadająca za mniej niż 5% wszystkich krwawień do przewodu pokarmowego u dorosłych. 
Istotą zmiany Dieulafoya jest nieprawidłowo powiększona tętniczka błony śluzowej przewodu pokarmowego. 95% tych zmian występuje w górnej części żołądka, w odległości do 6 cm od dolnego zwieracza przełyku; aczkolwiek podobne malformacje spotykane były w każdym miejscu przewodu pokarmowego. Malformacja ta dwukrotnie częściej występuje u mężczyzn. 
W przeciwieństwie do choroby wrzodowej, zmiany Dieulafoya prawie nigdy nie występują u pacjentów z chorobą alkoholową albo nadużywaniem NLPZ w wywiadzie. Krwawienie objawia się krwawymi wymiotami i (lub) smolistymi stolcami, rzadziej świeżą krwią w stolcu (zmiana zlokalizowana w błonie śluzowej odbytnicy). Rozpoznanie i leczenie opiera się na technikach endoskopowych. Przy rozpoznawaniu zmian zlokalizowanych w okrężnicy przydatna jest angiografia. Zmiany w prostnicy diagnozowane są w rektoskopii.
Charakterystyczny obraz endoskopowy zmiany to tętniący krwotok lub sączenie się krwi z drobnego uszkodzenia błony śluzowej. Rzadko endoskopowo dostrzega się małą tętniczkę średnicy 1–2 mm będącą źródłem krwawienia. Błona śluzowa okolicy krwawienia jest prawidłowa, niezmieniona. 
Zmiany opisał jako pierwszy francuski chirurg Paul Georges Dieulafoy w 1898 roku.